# Zvi Hashin
Zvi Hashin (1929 - 2017) foi um engenherio israelense.

## Vida
Hashin foi professor da Faculdade de Engenharia da Universidade de Tel Aviv. Pesquisou materiais reforçados com fibras, especialmente os fundamentos físicos de suas falhas. Em 2012 foi laureado com a Medalha Benjamin Franklin.

## Obras
- Z. Hashin, Theory of Fiber Reinforced Materials, NASA CR-1974 (1972).
- Z. Hashin e C.T. Herakovich, Eds., Mechanics of Composite Materials: Recent Developments. Proceedings IUTAM Symposium on Mechanics of Composite Materials, Pergamon Press, (1983).
- Z. Hashin e B.W. Rosen, Fiber Composites: Analysis and Design, Vol. 1, Composite Materials and Laminates. Federal Aviation Administration Publications.
- S.R. Bodner e Z. Hashin, Eds., Mechanics of Damage and Fatigue. Proceedings IUTAM Symposium on Mechanics of Damage and Fatigue, Engng. Fracture Mechs., Vol. 25, pp. 503-867, 1986, Pergamon Press 1986.
- S.R. Bodner e Z. Hashin, Eds., Mechanics of Damage and Fatigue. Proceedings IUTAM Symposium on Mechanics of Damage and Fatigue, Engng. Fracture Mechs., Vol. 25, pp. 503-867, 1986, Pergamon Press 1986.
- S.R. Bodner, J. Singer, A. Solan e Z. Hashin, Eds., Theoretical and Applied Mechanics 1992, Proc. 18th Int. Congress Theor. Appl. Mech., Haifa, Israel, August 22-28, 1992, Elsevier 1993.